# Силуан Атонски
Силуан Атонски (рус. Силуан Афонский; Шовско, 5/17. јануар 1866 — Света гора, 24. септембар 1938) руски је светитељ и монах, светогорски подвижник. Крштено име му је било Семјон Иванович Антонов.
Рођен је 1866. године у селу Шовску у Тамбовској области. На Свету гору је дошао 1892. године. Замонашио се 1896. године, а велику схиму примо 1911. године у манастиру Пантелејмон. Већи део живота провео је на Каламаријском метоху, у Старом Русику, на економији. Познат је по томе да је од почетка свог монашког живота примењивао Исусову молитву.
Познат је по бројним молитвама и поукама за монахе. Неке од њих сабране су у књизи Поуке старца Силуана.
Упокојио се 1938. године у манастиру Пантелејмон.
Дана 26. новембра 1987. године Цариградска патријаршија канонизовала је старца Силуана, а Московска патријаршија га је 1992. године, уз благослов патријарха Алексија II, уврстила у месецослов.